# Leptogaster dalmatina
Leptogaster dalmatina är en tvåvingeart som beskrevs av Engel 1925. Leptogaster dalmatina ingår i släktet Leptogaster och familjen rovflugor. Inga underarter finns listade i Catalogue of Life.